# Ja’akow Niccani
Ja’akow Niccani (hebr.: יעקב ניצני, ang.: Ya'akov Nitzani, ur. 6 grudnia 1900 w Płowdiwie, zm. 15 września 1962) – izraelski polityk, w latach 1952–1959 poseł do Knesetu z listy Mapai.
W wyborach parlamentarnych w 1951 nie dostał się do izraelskiego parlamentu, jednak w drugim Knesecie zasiadł 8 grudnia 1952, po wyborze Jicchaka Ben Cewiego na prezydenta Izraela i zwolnieniu przez niego mandatu poselskiego. W wyborach w 1955 kandydował bezskutecznie. W ławach 
Knesetu trzeciej kadencji znalazł się już 14 listopada tegoż roku po rezygnacji Ja’akowa Szimszona Szapiry.